# ツロブテロール

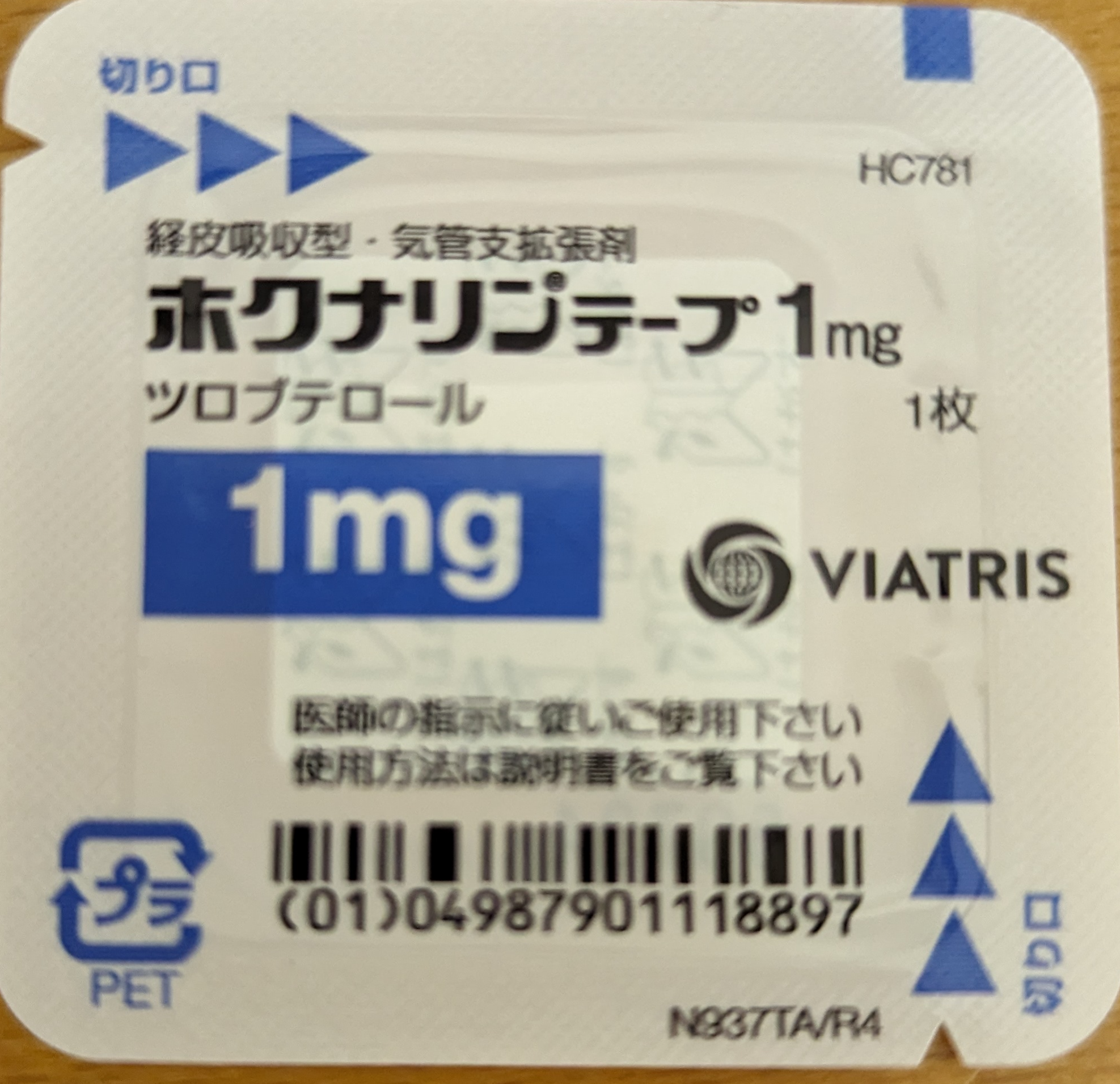
喘息、気管支炎の治療に用いる「ホクナリンテープ」

ツロブテロール（Tulobuterol）は、喘息、気管支炎、肺気腫等の治療に用いられる交感神経β2受容体作動薬の一つである。経口投与剤のほか、貼付剤が販売されている。商品名：ホクナリン、ベラチン。

## 効能・効果
内服薬（錠剤、ドライシロップ）は気管支喘息、急性気管支炎、慢性気管支炎、喘息性気管支炎、肺気腫、珪肺症、塵肺症に用いることができる。
貼付剤は上記の内、気管支喘息、急性気管支炎、慢性気管支炎、肺気腫に用いられる。

## 薬物動態
成人に2mgを経口投与した場合のtmax=3時間、t1/2=3.19時間であった。また小児に0.02mg/kg投与した場合のtmax=1時間、t1/2=3.56時間であった。
貼付剤の場合、成人（2mg）のtmax=11.8時間、t1/2=5.9時間で、小児（1〜2mg）ではtmax=14.0時間、t1/2＞24時間であった。

## 副作用
添付文書に記載されている重大な副作用は、アナフィラキシー様症状（テープのみ）と重篤な血清カリウム値低下である。

## 貼付剤の特徴
先発品の貼付剤（ホクナリンテープ）の膏体中には、膏体中に飽和したツロブテロールとツロブテロール微結晶が共存しており、ツロブテロールが皮膚に移行するとその分結晶が溶解し、膏体中濃度が長時間一定に保たれる。これは「結晶レジボアシステム」と呼ばれている。この剤形には特許権があり、後発品は同システムを用いることができない。医師からは、後発品に変更後喘息症状が増悪したとの報告が複数ある。日本ジェネリック医薬品学会は、「差があるとは言えない」「患者の個体差の方が製剤差より大きい」と主張しているが、臨床試験や製造販売後調査は実施されておらず、効果は検証されていない。
後発品の品質が劣り、特に角質剥離皮膚モデル（アトピー性皮膚炎の状態）で徐放性が消失することは、『喘息予防・管理ガイドライン2015』でも注意喚起されている。「貼付薬は後発品が使用可能であるが、薬物貯留システムの違いから皮膚の状況によっては先発品とは経皮吸収速度が異なるため、注意が必要である」。